# Ctenotus quinkan
Ctenotus quinkan este o specie de șopârle din genul Ctenotus, familia Scincidae, descrisă de Ingram 1979. Conform Catalogue of Life specia Ctenotus quinkan nu are subspecii cunoscute.